# Прапор Передільниці
Прапор Передільниці — офіційний символ села Передільниця, Самбірського району Львівської області, затверджений 10 вересня 1999 року рішенням сесії Трушевицької сільської ради.
Автор — А. Гречило.

## Опис
Квадратне полотнище, розділене на чотири рівновеликі квадратні поля — верхнє від древка та нижнє з вільного краю сині, а два інші — жовті, по діагоналі на синіх полях лежить білий меч із жовтим руків'ям, спрямований вістрям вниз.

## Зміст
Ділення щита вказує на назву поселення, а меч характеризує його історичне минуле.